# Den Europæiske Unions institutioner
Den Europæiske Unions institutioner omfatter syv forskellige organer, hvis oprettelse og virksomhed er reguleret ved EU-traktatens afsnit III og EUF-traktatens del 6. På mange udviser EU nogle af de typiske kendetegn for et føderalt system; med Europa-Kommissionen som den udøvende magt og en todelt lovgivningsmyndighed hos Europa-Parlamentet, der repræsenterer borgerne, og Rådet, der repræsenterer staterne. Den vigtige rolle Rådet for Den Europæiske Union spiller kan bedre sammenlignes med den udøvende føderalisme, der karakteriserer Forbundsrepublikken Tyskland, end en magtadskillelse i klassisk forstand.
| Europa-Parlamentet (EP) - Lovgivende - | | Det Europæiske Råd - Giver fremdrift og retning - | | Rådet for Den Europæiske Union (Rådet) - Lovgivende - |  | Europa-Kommissionen - Udøvende - |  |  |
| Europa-Parlamentet | Medlemmer af Det Europæiske Råd i 2011 | Rådets møderum | Europa-Kommissionens bygning |                                                       |  |                                  |  |  |
| - fungerer i fællesskab med Rådet som lovgiver - deler sammen med Rådet budgetbeføjelserne og beslutter i sidste instans om det almindelige budget for EU - udøver demokratisk kontrol med EU-institutionerne, herunder Europa-Kommissionen og udnævner Kommissionens medlemmer - hjemhørende og plenarmøder i Strasbourg, generalsekretariat i Luxembourg, holder primært møder i Bruxelles | - topmøde mellem regeringschefer og formanden for Europa-Kommissionen, i overværelse af den højtstående repræsentant for udenrigsanliggender og sikkerhedspolitik og ledes af formanden for Det Europæiske Råd - giver den nødvendige fremdrift til udviklingen og opstiller generelle mål og prioriteter - lovgiver ikke - hjemhørende i Bruxelles | - fungerer i fællesskab med Parlamentet som lovgiver - deler sammen med Parlamentet budgetbeføjelserne - sikrer koordinering af den brede økonomiske og sociale politik og fastlægger retningslinjer for den fælles udenrigs- og sikkerhedspolitik (FUSP) - indgår internationale aftaler - hjemhørende i Bruxelles | - er "regeringen" - fremsætter forslag til ny lovgivning for Parlamentet og Rådet - implementerer EU-politik og administrerer budgettet - sikrer overensstemmelse med EU-retten ("traktaternes vogter") - forhandler internationale traktater - hjemhørende i Bruxelles |                                                       |  |                                  |  |  |
| | | | |                                                       |  |                                  |  |  |

| | Den Europæiske Unions Domstol - Dømmende -                                                                                      | | Den Europæiske Revisionsret - Uafhængig kontrol - |  | Den Europæiske Centralbank (ECB) - Monetær udøvende (centralbank) - |  |
| ECJ room | ECA building | Europæiske Centralbank |                                                   |  |                                                                     |  |
| - sikre en ensartet fortolkning af EU-lovgivningen - har beføjelse til at afgøre juridiske tvister mellem EU-lande, EU-institutioner, virksomheder og enkeltpersoner - hjemhørende i Luxembourg | - undersøger den korrekte brug af indtægter og udgifter for EU-institutionerne (se også EU's budget) - hjemhørende i Luxembourg | - udgør sammen med de nationale centralbanker det Europæiske System af Centralbanker og bestemmer dermed pengepolitikken i EU - sikrer prisstabilitet i eurozonen ved at kontrollere pengemængden - hjemhørende i Frankfurt am Main |                                                   |  |                                                                     |  |

## Fodnoter
1. ↑  EUR-Lex (2012). "Konsolideret udgave af traktaten om Den Europæiske Union". Europæiske Union. Hentet 11. februar 2016.

| EU | Spire Denne artikel om EU er en spire som bør udbygges. Du er velkommen til at hjælpe Wikipedia ved at udvide den. |